# 寬尾角水蚤
寬尾角水蚤（学名：Pontella latifurca）为角水蚤科角水蚤屬下的一个种。